# Pilocrocis decora
Pilocrocis decora là một loài bướm đêm trong họ Crambidae.